# John Boulting
Pour les articles homonymes, voir Boulting.
John Boulting, né le 21 novembre 1913 à Bray, Berkshire et mort le 17 juin 1985 à Sunningdale, Berkshire (Royaume-Uni), est un réalisateur, scénariste et producteur de cinéma britannique, connu pour avoir, conjointement avec son frère jumeau Roy Boulting, produit une série de comédies satiriques dans les années 1950 et 1960.

## Biographie
John Boulting, comme son frère jumeau Roy, est né à Bray dans le Berkshire, le 21 novembre 1913, fils d’Arthur Boulting et Rose Bennet.
L'œuvre des deux frères est indissociable. Ils exerçaient ensemble les fonctions de producteur et de réalisateur quand les circonstances l’imposaient et, souvent, ils passaient d’une casquette à l'autre selon le type de film sur lequel ils travaillaient, bien qu'ils produisissent aussi des films séparément. Tous deux participèrent aussi à l’écriture des scénarios de leurs films.
Ils commencèrent leur carrière avec des drames sérieux, denses, économiques, tels que Ultimatum (Seven Days to Noon, 1950) et Le Gang des tueurs (Brighton Rock, 1947), une adaptation de Graham Greene — deux films avec Roy comme producteur et John comme réalisateur.
Par la suite, ils se firent une réputation en réalisant une série de comédies satiriques, aujourd’hui tenues pour des classiques du cinéma britannique ; ce sont Ce sacré z'héros (Private's Progress, 1956), Sept Jours de malheur (Lucky Jim, 1957) et Après moi le déluge (I'm All Right Jack, 1959), trois films pour lesquels ils occupaient les mêmes fonctions qu’indiquées plus haut, et au scénario desquels John participait habituellement. Ces comédies avaient souvent pour interprètes principaux Ian Carmichael, principalement, mais aussi Richard Attenborough et Terry-Thomas, noms auxquels venaient parfois s'ajouter ceux de Dennis Price, John Le Mesurier, Irene Handl et Miles Malleson.
Après moi le déluge a également pour vedette Peter Sellers ; ce film, d'ailleurs, propulsa la carrière du comédien, en lui faisant obtenir le Prix du meilleur acteur de la BAFTA. Sellers apparut par la suite également dans d’autres films des frères Boulting.
En 1966, Chaque chose en son temps (The Family Way) devait susciter une légère controverse, à cause de son sujet : il avait pour protagonistes un couple de jeunes mariés et leurs familles terre-à-terre.
John Boulting est décédé le 17 juin 1985. Son jumeau devait lui survivre une dizaine d’années. Ils avaient un frère aîné, Sydney Boulting, qui est devenu acteur et producteur pour le théâtre, connu sous le nom de Peter Cotes.

## Filmographie

### Réalisateur
- 1945 : La Grande Aventure (en) (Journey Together)
- 1947 : Le Gang des tueurs (Brighton Rock)
- 1950 : Ultimatum (Seven Days to Noon)
- 1951 : La Boîte magique (The Magic Box)
- 1954 : l'Île du danger (Seagulls Over Sorrento)
- 1956 : Ce sacré z'héros (Private's Progress)
- 1957 : Sept Jours de malheur (Lucky Jim)
- 1959 : Après moi le déluge (I'm All Right Jack)
- 1960 : Suspect (en)
- 1963 : Heavens Above!
- 1965 : Rotten to the Core

### Producteur
- 1937 : The Landlady
- 1937 : Consider Your Verdict
- 1939 : Trunk Crime
- 1939 : Inquest
- 1940 : Sublime Sacrifice (Pastor Hall)
- 1941 : Dawn Guard
- 1942 : Le Rocher du tonnerre (Thunder Rock)
- 1947 : Fame Is the Spur
- 1948 : The Guinea Pig
- 1950 : Ultimatum (Seven Days to Noon)
- 1954 : L'Île du danger (Seagulls Over Sorrento)
- 1955 : Joséphine et les hommes (Josephine and Men)
- 1957 : Ce sacré confrère (Brothers in Law)
- 1959 : Sois toujours diplomate (Carlton-Browne of the F.O.)
- 1960 : Suspect (en)
- 1963 : Heavens Above!
- 1966 : Chaque chose en son temps (The Family Way)
- 1968 : Sous l'emprise du démon (Twisted Nerve)
- 1970 : Une fille dans ma soupe (There's a Girl in My Soup)
- 1974 : En voiture, Simone (Soft Beds, Hard Battles)

### Scénariste
- 1940 : Sublime Sacrifice (Pastor Hall)
- 1946 : La Grande Aventure (Journey Together)
- 1956 : Ce sacré z'héros (Private's Progress)
- 1959 : Après moi le déluge (I'm All Right Jack)
- 1963 : Heavens Above!

### Acteur
- 1965 : Rotten to the Core : Tube traveller

### Monteur
- 1950 : Ultimatum (Seven Days to Noon)

### Intervenant
- 1980 : The British Greats : lui-même
- 1980 : Friday Night, Saturday Morning : lui-même